# Simcity 4
SimCity 4 (SC4) är ett datorspel av stadsbyggartyp utvecklat av Maxis och utgivet av Electronic Arts. Spelet, som släpptes 14 januari 2003, är det fjärde i SimCity-serien, efter SimCity, SimCity 2000 och SimCity 3000.
Under hösten 2003 släpptes också ett expansionspaket till spelet kallat SimCity 4: Rush Hour, vilket lade till nya funktioner och nytt innehåll till spelet. Även en deluxeversion har släppts. Den innehåller både originalspelet och expansionspaketet.
Spelet går i korta drag ut på att skapa en region genom att justera de geografiska förutsättningarna, för att därefter bygga upp sin stad. Spelaren kan skapa olika ytor, där kommersiella, industriella eller privata byggnader kan uppföras. Utöver detta kan spelaren bygga upp ett nätverk av gator och vägar, allmänna transportmedel och annat som krävs för att hålla igång ett samhälle.

## Skillnader mot tidigare spel
Spelet har betydligt bättre grafik än de föregående versionerna, men grafiken är fortfarande till stor del i 2D. Trots detta ser det mycket realistiskt ut, och man har satsat på specialeffekter, som byggarbetare som bygger upp hus och vägar man sätter ut. Man kan nu också sätta ut vilda djur i landskapet.
Det som mest skiljer mot de föregående spelen, inte grafikmässigt utan spelmässigt, är att man nu inte längre spelar med en ensam, isolerad stad, utan skapar städer i stora regioner. Detta gör att man kan kombinera olika städer och sätta dem bredvid varandra, och till exempel göra stad A till en sömnig liten sovstad och stad B till en stressad industristad dit befolkningen i stad A pendlar. Detta gör att spelandet får en annan dimension, och blir mer verklighetstroget. Målet med spelet är inte att bygga en stad utan en region med sammanhängande städer.
Givetvis finns det nya typer av byggnader, även om mycket är sig likt. En nyhet är ett stort antal byggnader, till exempel huvudbibliotek och turisthotell, som man får tillgång till först då man har uppnått vissa mål för staden.
En nyhet jämfört med föregångarna är att man inte längre bara är borgmästare, det vill säga, man har fler möjligheter än att kunna bygga en stad - förutom "borgmästarläget" så finns det "gudsläget", där man kan ändra landskap och starta katastrofer, och "simläget" där man håller koll på en enskild invånare i staden.
Spelet upplevs av många spelare som betydligt svårare än tidigare SimCity-versioner.

## Modifikationer
Det finns massor av modifikationer(mods) att ladda ner över olika regioner. Många städer, till exempel New York, Washington, D.C. och Chicago, har blivit uppladdade och finns tillgängliga för alla.